# Maltese Cannoneers
Maltese Cannoneers (pol. Maltańscy Kanonierzy) – kompania artyleryjska w British Army, istniejąca od 1794 do 1802. Była to pierwsza maltańska formacja wojskowa na służbie brytyjskiej.
Jednostka powstała potajemnie w czasie, kiedy Malta wciąż była rządzona przez Zakon Maltański. Rekrutacją żołnierzy, na rozkaz wicekróla Korsyki sir Gilberta Elliota, zajmował się kawaler De Sade. De Sade przybył na Maltę w grudniu 1794 celem pozyskania potrzebnego wyposażenia artyleryjskiego i zorganizowania kompanii artylerzystów. De Sade i 140 wojskowych rzemieślników i inżynierów przybyli na Korsykę w maju 1795, przywożąc ze sobą 230 półbaryłek prochu. Elliot był pod wrażeniem mężczyzn i stwierdził:

Oni wszyscy są najcenniejszym nabytkiem. Rzemieślnicy są wyjątkowo dobrzy i wszyscy są posłusznymi, pracowitymi ludźmi, będąc prawdopodobnie dobrymi żołnierzami w każdej służbie, do której mogą być powołani.

W 1796 Maltese Cannoneers zostali połączeni z kompanią French Marine Refugee Artillery. Do czerwca 1802 służyli w Portugalii, następnie w sierpniu tegoż roku, w East Cowes na wyspie Wight, jednostka została rozwiązana. Mężczyźni powrócili na Maltę, która stała się wówczas brytyjskim protektoratem.